# 佩斯科索利多
佩斯科索利多（義大利語：Pescosolido），是意大利弗罗西诺内省的一个市镇。总面积44.55平方公里，人口1584人，人口密度35.6人/平方公里（2009年）。ISTAT代码为060049。